# 페데리카 펠레그리니
페데리카 펠레그리니(Federica Pellegrini, 1988년 8월 5일 ~ )는 이탈리아의 수영 선수이다. 현재 자유형 200m (롱 코스)의 현 세계 기록 보유자이다. 이탈리아 여자 수영 사상 처음으로 올림픽 금메달을 딴 선수이자, 여러 종목에서 세계 신기록을 세운 유일한 이탈리아 선수이기도 하다
로마에서 열린 세계 수영 선수권 대회에서 여자 자유형 400m에서 3분 59초 15를 기록해 처음으로 4분 벽을 돌파했다.

## 메달과 세계 기록들
16세의 나이로 2004년 아테네 올림픽에 첫 국제 데뷔를 한 펠레그리니는 200m 자유형에서 은메달을 따면서, 이탈리아 스포츠 역사상 개인 종목에서 올림픽 메달을 딴 연소자 선수가 되었다.
그녀의 첫 롱코스 금메달은 2008년 아인트호번에서 열린 롱 코스 유럽 선수권 대회에서 400m 자유형을 세계 기록 4분 01.53초와 함께 우승하였을 때였다.
베이징 올림픽에 400m 자유형의 세계 기록 보유자와 우승 후보로서 도착하였으나, 5위에 머물고 말았다. 같은 날 200m 자유형 예선들에서 세계 기록을 세우며 실망으로부터 회복하였으며, 결승전에서는 자신의 세계 기록(1분 54.82초)을 깨면서 첫 올림픽 금메달을 획득하였다.
같은 해 리예카에서 열린 쇼트 코스 유럽 선수권 대회에서 세계 기록 1분 51.85초를 세우며 200m 자유형을 우승하였다.
2009년 페스카라에서 열린 지중해 경기 대회에서 400m 자유형 41분 00.41초의 세계 기록을 깨면서 조앤 잭슨의 4분 00.66초 기록을 앞섰다.
2010년 펠레그리니는 로르 마노두의 전 코치 필리프 루카스와 함께 일한다는 선언을 하였다. 2011년 상하이에서 열린 세계 수상 선수권 대회에서 200m - 400m 자유형 우승을 휩쓸은 성공 후에 자신의 프랑스인 코치와 길을 나누고 페데리코 포니파첸티와 일하기 시작하였다.
2012년 5월에는 유럽 선수권 대회에서 200m 자유형과 800m 자유형 계주를 우승하고 400m 자유형 계주 3위를 한 후, 놀랍게도 400m 자유형 결승전으로부터 제외되었다.
런던 올림픽에서 400m 자유형(4분 04.50초)과 200m 자유형(1분 56.73초) 5위를 하면서 자신의 아무 개인 종목들에서 메달 획득에 실패하였다.
올림픽이 끝난 후, 펠레그리니는 2013년에 공백의 해를 가지기 위해 세계 수상 선수권 대회에서 200m와 400m 자유형에 나가지 않기를 선언하였다. 그녀는 200m 배영에 나갈 준비를 선택하였다. 선수권 대회에서 200m 자유형에 나가 1분 55.14초와 함께 미시 프랭클린에 밀려 은메달을 땄다.

## 같이 보기
- 올림픽 수영 여자 메달리스트 목록
- 올림픽 이탈리아 선수단
- 수영 자유형 200m 세계 기록 추이
- 수영 자유형 400m 세계 기록 추이